# Ifinoe (figlia di Preto)
Ifinoe (in greco antico Ἰφινόη Iphinòē) o Ipponoe è un personaggio della mitologia greca, figlia di Stenebea e del marito Preto re di Argo ed in seguito sovrano di Tirinto.

## Mitologia
Ifinoe aveva due sorelle (Lisippa ed Ifianassa) che con lei avevano il nome di Pretidi e che, rifiutando il culto di Dioniso (o forse perché avevano denigrato una statua di legno dedicata ad Era), subirono una malezione divina che le fece comportare come se fossero delle Menadi. 
Melampo intervenne facendole bere da una fonte in cui aveva buttato l'elleboro (una pianta che si credeva fosse in grado di guarire la pazzia) e sposò una di esse (Ifianassa). 
Ifinoe invece non superò la cura e morì.